# エクセター公
エクセター公（Duke of Exeter）は、中世イングランド王国の公爵位。イングランド南西部に位置するデヴォン州の都市エクセターにちなむ。

## エクセター公 第1期（1397年）

エクセター公ホランド家の紋章

- ジョン・ホランド（1352年 - 1400年）
リチャード2世の異父兄。エクセター公となって2年後、ヘンリー4世がリチャード2世を破って王位を継いだのに伴って、エクセター公爵位は廃止された。その後、ジョン・ホランドはリチャード2世の復位を目指してヘンリー4世の暗殺を企てたが失敗、処刑された。

## エクセター公 第2期（1416年）

エクセター公トマス・ボーフォートの紋章

- トマス・ボーフォート（1377年 - 1426年）
エドワード3世の三男であるランカスター公ジョン・オブ・ゴーントの息子。ヘンリー4世の異母弟。イングランド大法官。継嗣を残さずに亡くなり、第2期のエクセター公も途絶えた。

## エクセター公 第1期（再興、1439年）
- ジョン・ホランド（1395年 - 1447年）
初代エクセター公ジョン・ホランドの次男（長男は早世）。従弟のヘンリー5世に仕えて名誉を快復し、父の時代に失ったエクセター公爵位も回復した。
- ヘンリー・ホランド（1430年 - 1475年）
第2代エクセター公の息子。1461年にエクセター公爵位を剥奪された。